# Peapack and Gladstone
Peapack-Gladstone és una població dels Estats Units a l'estat de Nova Jersey. Segons el cens del 2008 tenia 2.556 habitants.

## Demografia
Segons el cens del 2000, Peapack-Gladstone tenia 2.433 habitants, 840 habitatges, i 646 famílies. La densitat de població era de 162 habitants/km².
Dels 840 habitatges en un 37,1% hi vivien nens de menys de 18 anys, en un 69,5% hi vivien parelles casades, en un 5,5% dones solteres, i en un 23% no eren unitats familiars. En el 18,1% dels habitatges hi vivien persones soles el 8,5% de les quals corresponia a persones de 65 anys o més que vivien soles. El nombre mitjà de persones vivint en cada habitatge era de 2,71 i el nombre mitjà de persones que vivien en cada família era de 3,11.
Per edats la població es repartia de la següent manera: un 26% tenia menys de 18 anys, un 5,5% entre 18 i 24, un 30,1% entre 25 i 44, un 26,3% de 45 a 60 i un 12,2% 65 anys o més.
L'edat mediana era de 40 anys. Per cada 100 dones de 18 o més anys hi havia 97 homes.
La renda mediana per habitatge era de 99.499 $ i la renda mediana per família de 118.770 $. Els homes tenien una renda mediana de 62.446 $ mentre que les dones 46.500 $. La renda per capita de la població era de 56.542 $. Aproximadament l'1,9% de les famílies i el 4,2% de la població estaven per davall del llindar de pobresa.

## Poblacions més properes
El següent diagrama mostra les poblacions més properes.